# Dobrovolsk
Dobrovolsk (ryska: Добровольск) är en ort i den ryska exklaven Kaliningrad oblast i Ryssland. Invånarantalet 2010 var 1 693.